# اوبروا
اوبروا (به صربی: Obrva) یک منطقهٔ مسکونی در صربستان است که در کرالیفو واقع شده‌است.